# بخش یاواتمال
بخش یاواتمال (به انگلیسی: Yavatmal district) یک منطقهٔ مسکونی در هند است که در بخش امراوتی واقع شده‌است. بخش یاواتمال ۱۳٬۵۸۲ کیلومتر مربع مساحت و ۲٬۷۷۲٬۳۴۸ نفر جمعیت دارد.